# كاسبار لي
كاسبار لي (بالإنجليزية: Caspar Lee)‏ هو يوتيوبي وممثل جنوب أفريقي، ولد في 24 أبريل 1994 بلندن في المملكة المتحدة.

## أعمال

### أفلام
- (2015) الإسفنج خارج المياه

## وصلات خارجية
- كاسبار لي على موقع IMDb (الإنجليزية)
- كاسبار لي على موقع روتن توميتوز (الإنجليزية)
- كاسبار لي على موقع قاعدة بيانات الفيلم (الإنجليزية)
- كاسبار لي على موقع كينوبويسك (الروسية)